# Стрельников Віктор Іванович
Віктор Іванович Стрельников (1 липня 1946, Балта, Одеська область) — український військовик. Військовий льотчик 1-го класу. Генерал-полковник. Головнокомандувач Військово-повітряних сил України (1999—2002).

## Біографія
Народився 1 липня 1946 року у місті Балта на Одещині. 1969 року закінчив Єйське вище військове авіаційне училище льотчиків, 1976-го Військово-повітряну академію ім. Ю. Гагаріна та 1991-го Військову академію Генерального штабу Збройних Сил СРСР.

Службу проходив у військах Північної групи військ на посадах льотчика, старшого льотчика, командира ланки, заступника командира авіаційної ескадрильї — штурмана. З червня 1976 року у військах Забайкальського військового округу на посадах командира ескадрильї, начальника штабу — заступника командира винищувально-бомбардувального полку, командира авіаційного полку винищувачів-бомбардувальників, заступника командира авіаційної винищувально-бомбардувальної дивізії.

У листопаді 1984 р. призначений на посаду командира авіаційної винищувально-бомбардувальної дивізії, з лютого 1987 року перший заступник командувача військово-повітряних сил Забайкальського військового округу.

З травня 1988 по серпень 1989 р. — перший заступник командувача 23-ї Повітряної армії. У серпні 1991 р. призначений на посаду командувача 5-ї Повітряної армії у складі військ Одеського військового округу.

З квітня 1994 р. — заступник командувача Військово-Повітряних Сил України, з листопада 1996 р. — перший заступник командувача Військово-Повітряних Сил України. 19 травня 1999 р. призначений заступником Міністра оборони України — командувачем Військово-Повітряних Сил України. З серпня 2001 по серпень 2002 р. — Головнокомандувач Військово-Повітряних Сил Збройних Сил України.

З 27.07.2002 по 08.08.2002 після катастрофи на львівському аеродромі «Скнилів», знаходився під вартою.
У вересні 2002 року звільнений з лав Збройних Сил України.

## Нагороди та відзнаки
- Ордени «За службу Батьківщині у Збройних Силах СРСР» ІІІ та ІІ ст.,
- Орден Богдана Хмельницького ІІІ ст.,
- 11 медалями, відзнакою Міністерства оборони України «Доблесть і честь»